# Marché au cheval de Bietigheim

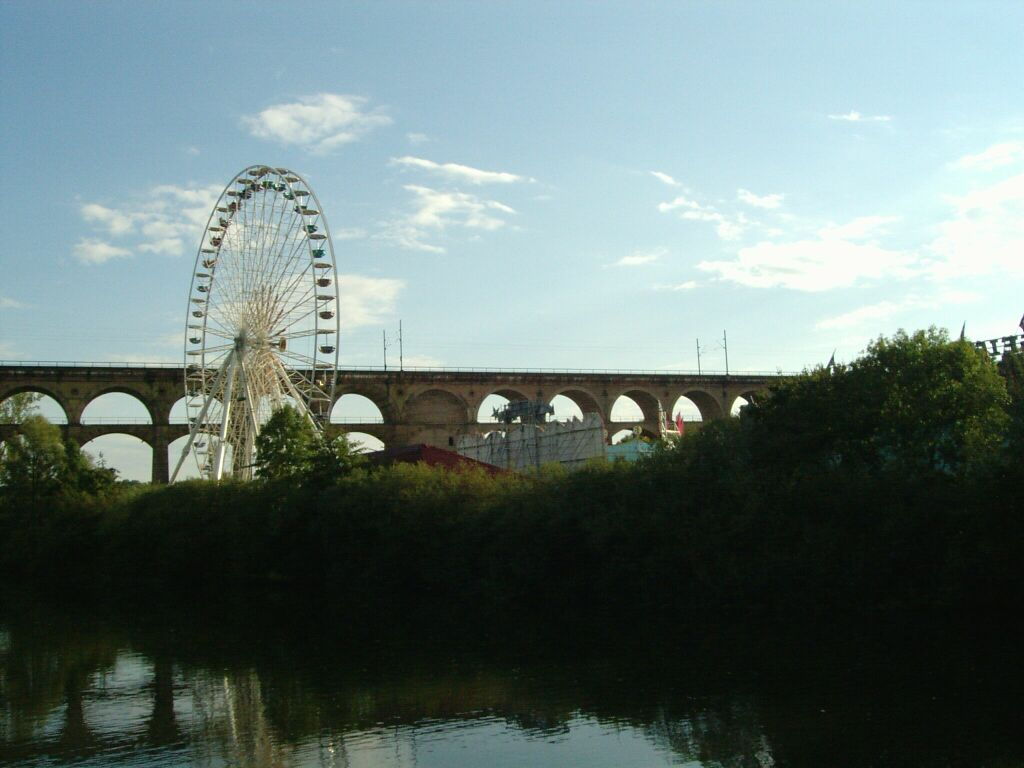
Ajout d'image

Le marché au cheval de Bietigheim est une fête populaire interrégionale qui se tient à Bietigheim-Bissingen en Allemagne. Elle se déroule directement sous le pont ferroviaire de la vallée de l'Enz et attire tous les ans des centaines de milliers de visiteurs. Malgré cette affluence, cette manifestation a gardé le charme d'une fête locale. 
Le marché au cheval de Bietigheim commence le vendredi précédant le premier lundi de septembre et se termine le mardi suivant. Outre le traditionnel marché aux chevaux qui se tient le lundi, le tournoi d'équitation (du vendredi au dimanche), les autres démonstrations équestres sans oublier le défilé (le lundi) suivi de la remise des récompenses pour les plus belles voitures, le programme des festivités comprend également un parc d'attractions foraines avec des chapiteaux, un grand marché et un feu d'artifice le dimanche après la tombée de la nuit. Lorsqu'une grande roue est montée dans le cadre de la fête foraine, c'est une occasion rare qui est donnée aux amateurs de pouvoir photographier les trains circulant sur le viaduc sous une perspective peu commune.